# 阿拉伯语
阿拉伯语（al-ʿarabiyyah [al ʕaraˈbijːa] ⓘ或者 ，ʿarabīy [ˈʕarabiː] ⓘ或 [ʕaraˈbij]），书写形式也稱阿拉伯文，是除了英語和法語之外最多國家使用的官方語言。阿拉伯語源自公元6世纪的古典阿拉伯语。它包括书面语及流通于中东、北非和非洲之角（即索马里半岛）的各种口语。阿拉伯语属于亚非语系。
阿拉伯语的书面语称为现代标准阿拉伯语或书面阿拉伯语。书面阿拉伯语是目前唯一在官方及正式场合使用的阿拉伯语，用于大多数书面文件和讲座、新闻广播等正式讲话。但这亦因国家而异。1912年，在摩洛哥加入阿拉伯国家联盟之前，摩洛哥阿拉伯语曾在正式场合使用过一段时间。
阿拉伯语属于中部闪米特语，与亚拉姆语、希伯来语、乌加里特语和腓尼基语相近。阿拉伯语书面语不同于其所有地方的口语，且更为传统和保守。两者是双层语言的关系，用于不同的场合。
一些地方的阿拉伯语无论是书写还是口头形式，都无法互通。而所有地方的阿拉伯语被当作是一个整体。即是说，纯粹从语言学的角度来说，它们是不同的语言；但是从政治及民族的角度来说，他们又是一个整体。如果阿拉伯语被当作一个整体，则世界上估计有4.22亿人以其为母语。如果各地的阿拉伯语当作是不同的语言，则很难估计到底有多少种，因为它们是方言连续体，之间没有明确的界线。其中埃及阿拉伯语的使用人数最多，大约五千四百万人以其为母语——多于其他任何一种闪米特语言。
现代的书面语（现代标准阿拉伯语）源于古典阿拉伯语，用于学校教学及工作、政府、媒体等场合。两者合起来被称为书面阿拉伯語。现代标准阿拉伯语的语法与古典阿拉伯语有很多差異，詞彙的意思有相當多的不同。古典阿拉伯语的一些语法结构在现代标准阿拉伯语中不再使用，在口语中不使用的词汇也不在现代书面语中使用。而且现代书面语从口语中借入了一些词汇和语法现象。新的词汇大多用来表达近现代出现的概念。
阿拉伯语用阿拉伯字母从右往左书写。有时在非正式场合也可用拉丁字母从左往右书写，但没有统一的形式。
中世纪时期，书面阿拉伯语成了欧洲文化的重要载体，特别是在科学、数学和哲学领域。这导致许多欧洲语言也从阿拉伯语中借入了大量词汇。阿拉伯语在词汇和语法方面对羅曼語族的语言（特别是西班牙语、葡萄牙语、加泰羅尼亞語和西西里語）影响很大。
阿拉伯语也从其他语言中借入了大量词汇，如早期从希伯来语、希腊语、波斯语、叙利亚语，中期从土耳其语，当代从欧洲语言（主要是英语和法语）。

## 语音系统
|        |        | 唇音 | 齿间音 | 舌尖音 | 咽化舌尖音 | 舌面音 | 舌根音 | 小舌音 | 咽音 | 喉音 |
| ------ | ------ | ---- | ------ | ------ | ---------- | ------ | ------ | ------ | ---- | ---- |
| 鼻音   | 鼻音   | m    |        | n      |            |        |        |        |      |      |
| 塞音   | 清     |      |        | t      | tˁ         |        | k      | q      |      | ʔ    |
| 塞音   | 浊     | b    |        | d      | dˁ         | dʒ¹    |        |        |      |      |
| 擦音   | 清     | f    | θ      | s      | sˁ         | ʃ      | x      |        | ħ    | h    |
| 擦音   | 浊     |      | ð      | z      | ðˁ         |        | ɣ      |        | ʕ    |      |
| 边音   | 边音   |      |        | l²     |            |        |        |        |      |      |
| 颤音   | 颤音   |      |        | r      |            |        |        |        |      |      |
| 半元音 | 半元音 | ʋ    |        |        |            | j      |        |        |      |      |

1. [dʒ] 在埃及的方言中是舌根塞音 [g]。在北非的许多地区和黎巴嫩，这个音位读作 [ʒ] 。
2. [l] 在神的名字中（/ʔallaːh/）读作[lˁ]。

## 历史
阿拉伯语源自古语言闪米特语，源於敘利亞沙漠 ，於5世紀時在北方方言基礎上形成統一的文學語言，从公元6世纪开始便有古阿拉伯语的文献，公元7世纪开始，伴随着阿拉伯帝國的扩张，阿拉伯语完全取代了伊拉克、叙利亚、埃及和北非从前使用的语言。许多语言学家认为阿语是闪语系中最接近闪米特祖语的。

## 特点
阿语依照各国、各地的不同存在方言，在阿拉伯半岛的南部沿海，阿语有若干方言，这些方言统称为南阿拉伯语，南阿拉伯语与北阿拉伯语差异之大以至人们认为是一门独立语言。另外西北非的马格布方言和中东方言交谈也不能互相理解。但各个方言区的人能採用《古兰经》使用的古典阿拉伯语（书面语或标准语）作為標準，進而溝通。
使用较多的方言有埃及方言、叙利亚方言及伊拉克方言。由于埃及的文化产业特别是电影业（及相关行业）较之其他阿拉伯国家比较发达。以及阿拉伯小说家塔哈·侯赛因的小说广为流传。所以，埃及方言通过电影、歌曲、小说等形式传播到阿拉伯各地。
阿拉伯语的標準形式稱作“夫斯哈”（现代标准阿拉伯语或古典阿拉伯语，在互聯網社交媒體有時按阿語鍵盤縮寫作），使得各地住民能夠交流。
阿拉伯语是世界上的一种重要语言，也是联合国的工作语言之一。

## 阿拉伯语语法系统
阿拉伯语语法（النحو）是阿拉伯语语言学的一个重要分支。研究按《古兰经》中确定的用法来运用的词类、词的屈折变化或表示相互关系的其他手段以及词在句中的功能和关系。包含词的构词、构形的规则和组词成句的规则。

## 中国伊斯蘭教徒的宗教语言
伊斯蘭教在公元7世紀唐朝便隨絲綢之路和波斯商人傳入中國，並在元朝時期在一些少數民族中得到廣泛傳播，主要包括原本信奉佛教的回鶻（現代維吾爾族的族源）和一部分蒙古族。受歷史上的宗教傳播路線影響，這些信奉伊斯蘭教的少數民族所使用的语言中有很多來自於阿拉伯语、波斯语或烏爾都語的詞彙。元朝及後來的明朝统治期间，將信奉伊斯蘭教的漢族人和少量定居中國的西亞穆斯林後裔統稱“回回”，逐漸形成了現代意義上的回族。在日常生活中，回族普遍使用汉语和汉字。但是由於部分回族人的祖先來自阿拉伯語地區，加之信奉伊斯蘭教、使用阿拉伯語作為宗教語言，回族的語言中帶有少量歷史上傳承下來的借詞，如“赛摆布”——“缘由”的意思，就来源于阿拉伯语。

## 字母
阿拉伯语文字（字母）源于拉赫姆王國。阿语书写分为数种字体，书写方向从右至左。演化出许多十分复杂的阿拉伯文字体。其中比较流行的是库法体、三一体、誊写体、公文体等。阿语字母28个，全部为辅音字母；元音通过由加在字母上方或下方的标音符号来表示，但这些符号通常是省略，另外世界上使用阿拉伯字母的语言有波斯语、普什图语、乌尔都语、一部分突厥语、柏柏尔语以及中国境内的维吾尔语、哈萨克语、乌兹别克语等。另外还有一些原本使用阿拉伯字母的语言在现代化模仿西方的过程中转而使用拉丁字母，如土耳其语、斯瓦西里语、土庫曼語和阿塞拜疆语。亦有少數阿拉伯語的變體不使用阿拉伯文，例如馬爾他語是使用拉丁字母。

### 引用
1. ↑  阿拉伯语于《民族语》的链接（第25版，2022年）
2. ↑  Wright (2001:492頁)
3. ↑  Hammarström, Harald; Forkel, Robert; Haspelmath, Martin; Bank, Sebastian (编). . . Jena: Max Planck Institute for the Science of Human History. 2016.
4. ↑  "Arabic language." Encyclopædia Britannica. 2009. Encyclopædia Britannica Online. Retrieved on 29 July 2009.
5. ↑  "World Arabic Language Day". UNESCO. UNESCO. 1995–2012. Retrieved 27 May 2013.
6. ↑  Egyptian Arabic reference at Ethnologue (16th ed., 2009)
7. 1 2  張甲民，《中國大百科全書》-阿拉伯語